# Rudolf Mack
Rudolf Mack (* 24. Juli 1932 in Mannheim; † 7. Januar 2006) war ein deutscher Religionspädagoge.

## Leben
Mack war nach dem Studium der Evangelischen Theologie an der Universität Heidelberg, dem Vikariat in Karlsruhe und Badenweiler von 1962 bis 1967 Pfarrer in Todtmoos. An der University of Edinburgh promovierte er 1969 mit einer Arbeit über Martin Bubers Bibelübersetzung zum Dr. phil. Anschließend lehrte er von 1969 bis 1975 als Dozent für Altes Testament und Hebräisch an der Theologischen Hochschule Trinity College in Legon, Ghana. 1975 übernahm er eine Dozentur für Altes Testament und Fachdidaktik des Religionsunterrichtes am Evangelischen Oberseminar Freiburg, einer Einrichtung der Evangelischen Landeskirche in Baden. Vom 1. August 1978 bis zum 1. März 1995 war er Professor für Altes Testament und Religionspädagogik an der Evangelischen Fachhochschule Freiburg. Er war Herausgeber der Reihe Oberstufe Religion im Calwer Verlag.
Mack hatte 2003 die Idee der Stiftung einer Bibel-Galerie. Im Juli 2003 wurde dieses Bibel-Erlebnismuseum in der Rechtsform einer gemeinnützigen GmbH in Meersburg gegründet. Mack unterstützte die Stiftung finanziell und mit wertvollen Leihgaben biblisch-archäologischer Funde. Nach seinem Tod übernahm seine Frau Waltraud seine Stelle als Stiftungsratsmitglied.

## Veröffentlichungen (Auswahl)
- zusammen mit Claus Ramsperger und Dieter Volpert: Jesus – neue Aspekte der Christologie: der Spielfilm „Jesus von Montreal“ im Unterricht. In: Calwer Materialien. Calwer Verlag, Stuttgart 1995, ISBN 3-7668-3305-7, S. 77.
- Intuition und Interpretation in Martin Bubers Umgang mit der Hebräischen Bibel. In: Zeitschrift für Religions- und Geistesgeschichte. Nr. 33. Brill Academic Publishers, Leiden 1981, S. 21–31.
- Mystik – Chassidismus – Dialog. Zu Martin Bubers Umgang mit der jüdischen Tradition. In: Zeitschrift für Religions- und Geistesgeschichte. Nr. 31. Brill Academic Publishers, Leiden 1979, S. 159–172.
- zusammen mit Dieter Volpert: Die Bibel – Anregungen für das Leben. Schülerheft und Lehrerband. Stuttgart 1998.